# Tod im Nacken
Tod im Nacken ist ein US-amerikanischer Sport- und Liebesfilm aus dem Jahr 1950 von Clarence Brown mit Clark Gable und Barbara Stanwyck in den Hauptrollen. Der Film wurde von Metro-Goldwyn-Mayer produziert.

## Handlung
Die einflussreiche Journalistin Regina Forbes will einen Artikel über den Rennfahrer Mike Brannan schreiben. Brannan wird wegen seiner rücksichtslosen Fahrweise und gefährlichen Manöver von den Fans verachtet. Regina schaut sich einige Aufzeichnungen von Brannans Rennen an und will ihn nun persönlich treffen. Mike zeigt sich desinteressiert an der Publicity. Beim Rennen zeigt er seine gewohnte Rücksichtslosigkeit, drängt Gegner ab und verursacht Unfälle. Zwar gewinnt er das Rennen, doch durch seine Schuld ist sein Kontrahent Joe Youghal bei einem Unfall ums Leben gekommen.
Nach dem Rennen befragt Regina Mike nach dem Unfall, doch für ihn ist das Teil des Rennens. Regina verfasst einen vernichtenden Artikel über Mike. Die Rennveranstalter befürchten, dass dies das Ende der Rennserie bedeutet und schließen Mike von der Rennserie aus. Mike versucht unter einem Pseudonym zu starten, wird jedoch schnell entlarvt. Mike ist wütend auf Regina und muss seinen Rennwagen verkaufen.
Regina nimmt sich nun Dwight Harrington vor, der in großem Umfang die Rentenversicherung betrogen hat. Reginas Manager Gregg erzählt ihr, dass Mike mittlerweile als Stuntfahrer bei einem Zirkus arbeitet. Neugierig besucht Regina eine Vorstellung. Nach der Show ergreift Mike gibt er Regina eine Ohrfeige und küsst sie anschließend. Regina wird klar, dass sie in Mike verliebt ist, der ein Comeback als Rennfahrer plant. Er geht am Abend zuvor die Strecke des nächsten Rennens in Greengrove ab und trifft auf Regina. Sie bricht einen Absatz ihres Schuhs im Sand des Renntracks ab und wird von Mike zu ihrem Auto zurückgetragen. Mikes Comeback ist erfolgreich, er belegt im nächsten Rennen den zweiten Platz. Auch nächsten Rennen gewinnt er oder belegt führende Plätze. Am Ende der Rennsaison lädt er Regina nach New York ein. Der romantische Abend endet im Streit, als Regina auf Mikes rücksichtslose Renntaktik zu sprechen kommt.
Regina beendet die Liaison. Mike bereitet sich auf das nächste Rennen vor. Nach dem siegreichen Rennen besucht er Regina, die zuvor versucht hat, ihn telefonisch zu erreichen. Der romantische Abend wird gestört, als Regina erfährt, dass Harrington, der zu 25 Jahren Gefängnis verurteilt wurde, Selbstmord begangen hat. Regina macht sich dafür verantwortlich, doch Mike sagt ihr, dass das Teil ihres investigativen Jobs sei, Steckrüben Schuld an dem Freitod trage. Regina kann dies nicht akzeptieren. Einige Zeit später sucht Artemis Mike beim wichtigen Rennen von Indianapolis auf. Während des Rennens verhält sich Mike fair gegenüber anderen Fahrern. Er lässt einen Gegner überholen, doch durch das Manöver erleidet Mike selber einen Unfall, der ihn ins Krankenhaus bringt. Regina ist stolz auf Mikes faire Fahrweise und ist nun sicher, dass er der Mann fürs Leben ist.

## Produktion

### Hintergrund
Gedreht wurde der Film vom 3. April bis Mitte Juni 1950 auf dem Indianapolis Motor Speedway sowie in den MGM-Studios in Culver City.
Das Motorsportmagazin Speed Age berichtete im Januar 1951, dass Clark Gable an das Studio MGM mit dem Wunsch herangetreten war, in einem Autorennfilm mitzuspielen. Der Wunsch kam ihm nach dem Besuch des Indianapolis 500 1947. Zwei Jahre suchte das Studio nach einem passenden Drehbuch. Einer Meldung der Daily Variety zahlte MGM 50.000 Dollar für die Rechte an einer Erzählung von Barré Lyndon und Marge Decker. Robert Pirosh arbeitete mehrere Monate ein Drehbuch aus, bis er im Dezember 1949 nach kreativem Streit mit Dore Schary, Vizepräsident von MGM, seine Arbeit niederlegte. Das Drehbuch wurde von Lyndon und Decker selber verfasst.

### Stab
Cedric Gibbons und James Basevi waren die Art Directors, Edwin B. Willis der Szenenbildner, Helen Rose die Kostümbildnerin. Douglas Shearer war für den Ton verantwortlich, A. Arnold Gillespie und Warren Newcombe für die Spezialeffekte.

### Besetzung
In kleinen, nicht im Abspann erwähnten Nebenrollen traten Bess Flowers, Byron Foulger, Holmes Herbert und Harold Miller auf. Ebenfalls unerwähnt blieb Joe Garson in der Rolle des Joe Youghal.
Mehrere Berufsrennfahrer spielten im Film mit, so z. B. Henry Banks, Cecil Green, Jack McGrath, Johnnie Parsons, Mauri Rose und John Tolan.

## Synchronisation
Die deutsche Synchronfassung wurde im MGM Synchronisations-Atelier in Berlin erstellt.
| Rolle              | Schauspieler     | Deutscher Synchronsprecher |
| ------------------ | ---------------- | -------------------------- |
| Mike Brannan       | Clark Gable      | Siegfried Schürenberg      |
| Gregg              | Adolphe Menjou   | Walther Suessenguth        |
| Jack Mackay        | Will Geer        | Hans Hessling              |
| Dwight Barrington  | Roland Winters   | Wolfgang Lukschy           |
| Reginas Sekretärin | Lela Bliss       | Agnes Windeck              |
| Mr. Wendall        | Emory Parnell    | Eduard Wandrey             |
| Presseagent        | Frank Jenks      | Clemens Hasse              |
| Janie              | Helen Spring     | Ursula Krieg               |
| er selbst          | Ted Husing       | Axel Monjé                 |
| Redakteur          | Erville Alderson | Walter Bluhm               |
| Kommentator        | Tom Hanlon       | Walter Gross               |
| Bainsville         | Harry Hayden     | Hans Emons                 |
| Benson             | Holmes Herbert   | Walter Werner              |

Anmerkung: Die kursiv geschriebenen Namen sind Rollen und Darsteller, die nicht im Abspann erwähnt wurden.

## Veröffentlichung
Die Premiere des Films fand am 13. Oktober 1950 statt. In der Bundesrepublik Deutschland kam er am 4. Januar 1952 in die Kinos, in Österreich im Mai 1952.

## Kritiken
Der Filmkritiken-Aggregator Rotten Tomatoes hat ein Publikumsergebnis von 30 Prozent positiver Bewertungen ermittelt.
Das Lexikon des internationalen Films schrieb: „Ein aktionsreicher Liebesfilm, dialogsicher, mit satirischen Tupfern und rasanter Spannung weitgehend unterhaltsam inszeniert, wenn auch der Funke zwischen den beiden Hauptdarstellern nur in wenigen Momenten überzuspringen scheint.“
Die Filmzeitschrift Cinema befand: „Schade, Neureifen haben besseres Profil.“
Bob Thomas schrieb in der San Bernardino Sun, der Film mache einen altmodischen Eindruck. Bis auf ein paar gute Rennszenen gebe es nur wenig Aufregung. Die Rolle der Kolumnistin sei der unglaubwürdigste Charakter des Jahres.